# ايمانويل فيرا
ايمانويل فيرا هي كاتبة غنائية فلبينية، ولدت في 17 نوفمبر 1994.

## وصلات خارجية
- ايمانويل فيرا على موقع ميوزك برينز (الإنجليزية)